# Codonopsis ussuriensis
Codonopsis ussuriensis är en klockväxtart som först beskrevs av Franz Josef Ivanovich Ruprecht och Carl Maximowicz, och fick sitt nu gällande namn av William Botting Hemsley. Codonopsis ussuriensis ingår i släktet Codonopsis, och familjen klockväxter. Inga underarter finns listade i Catalogue of Life.

## Bildgalleri

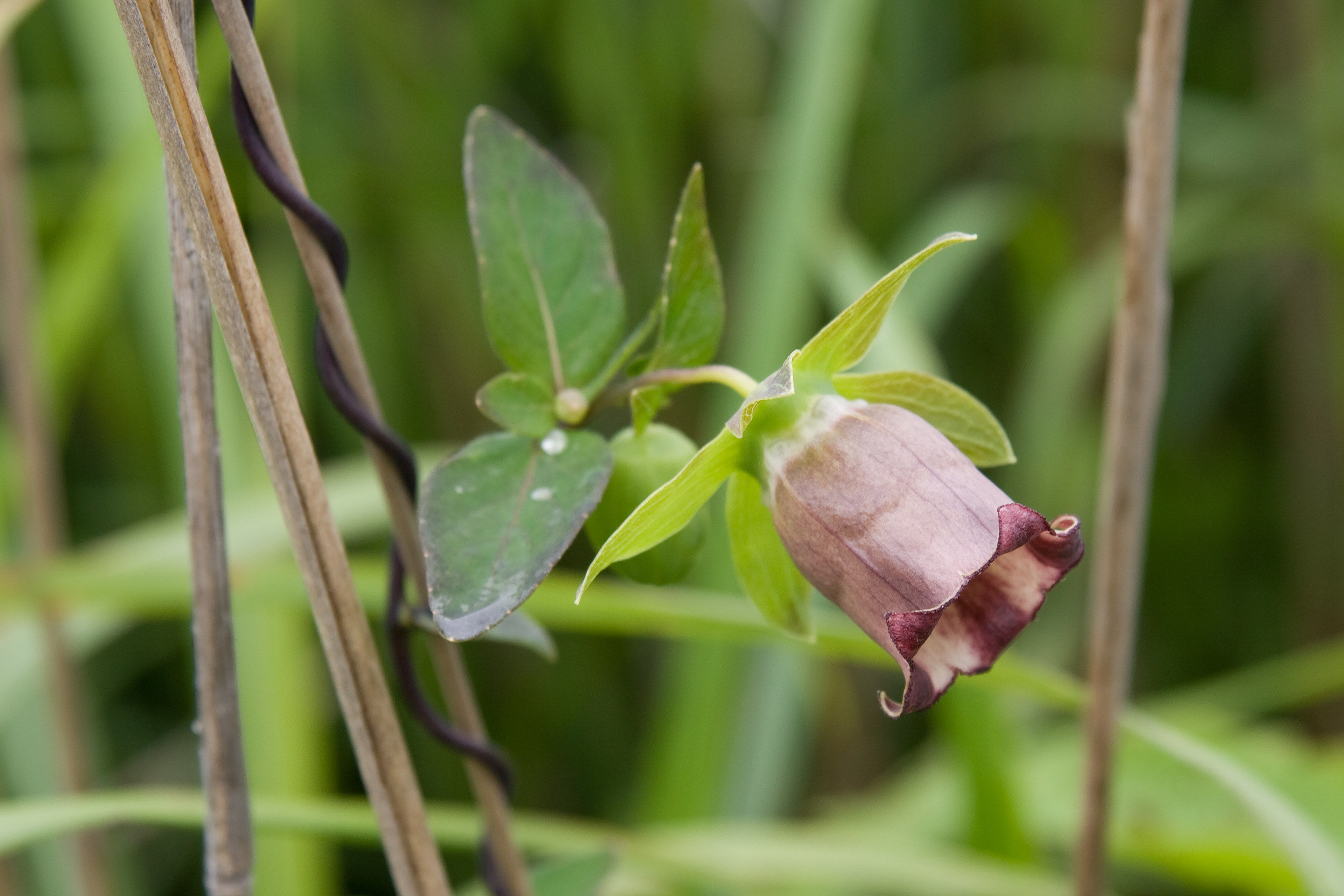
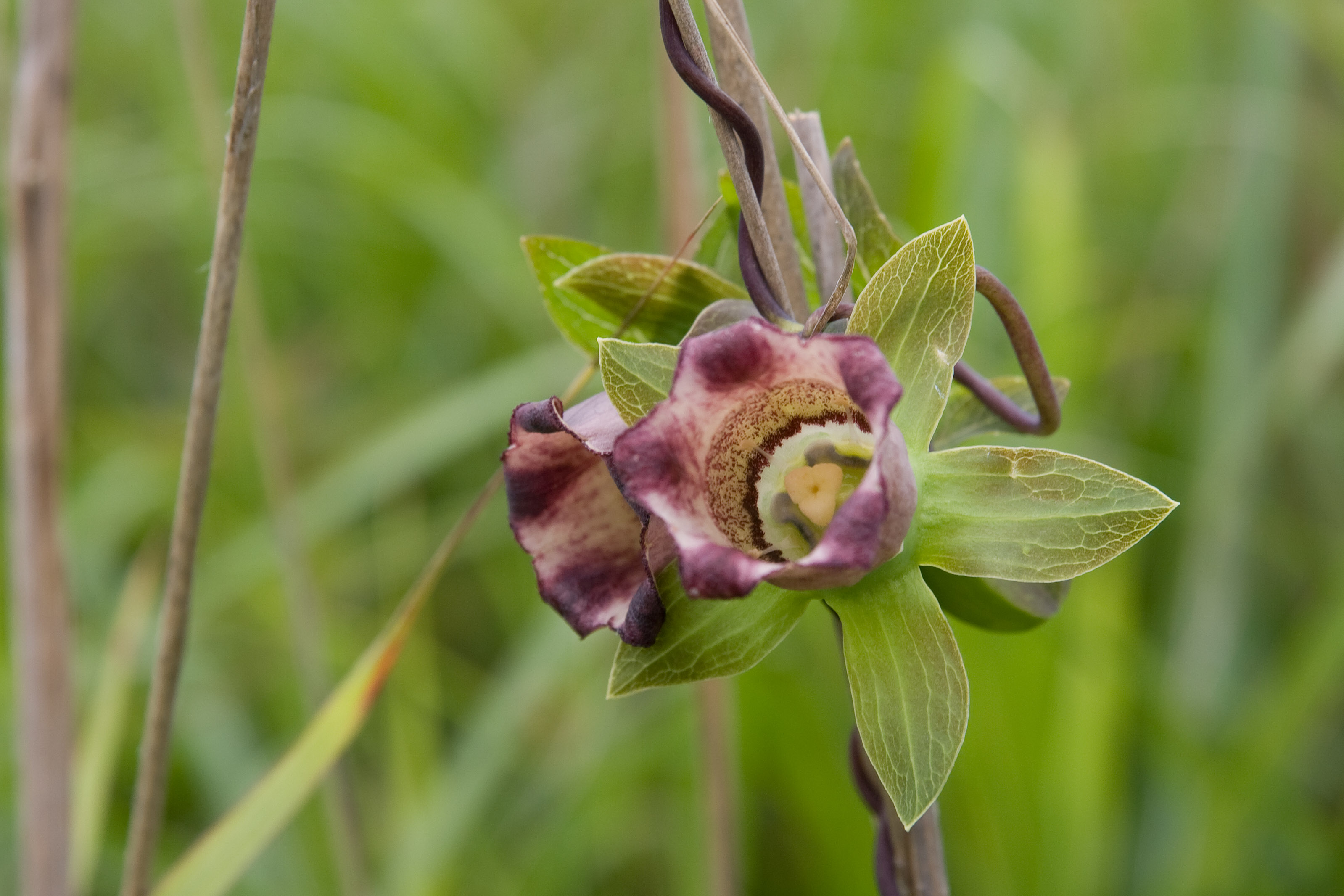
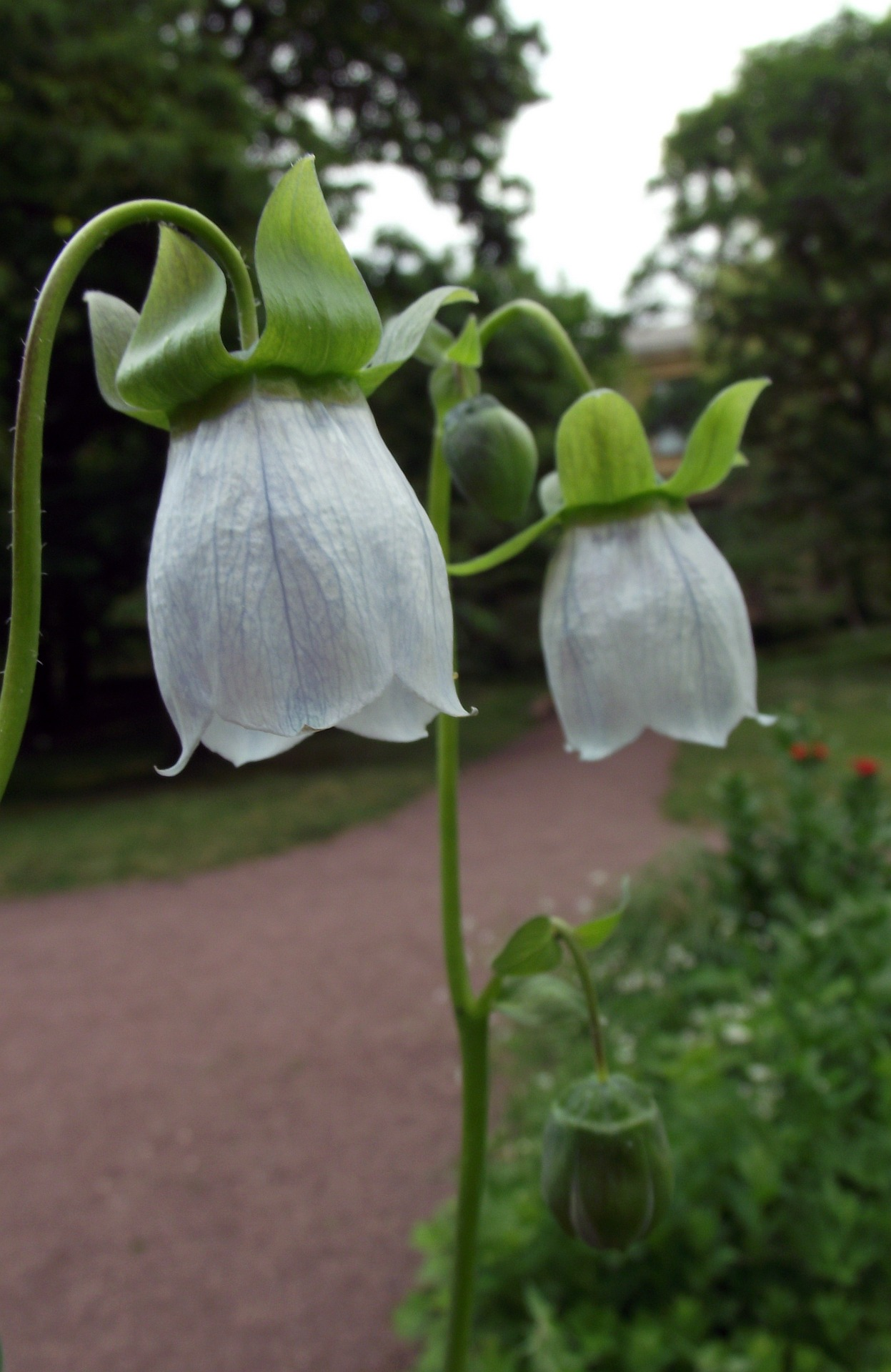
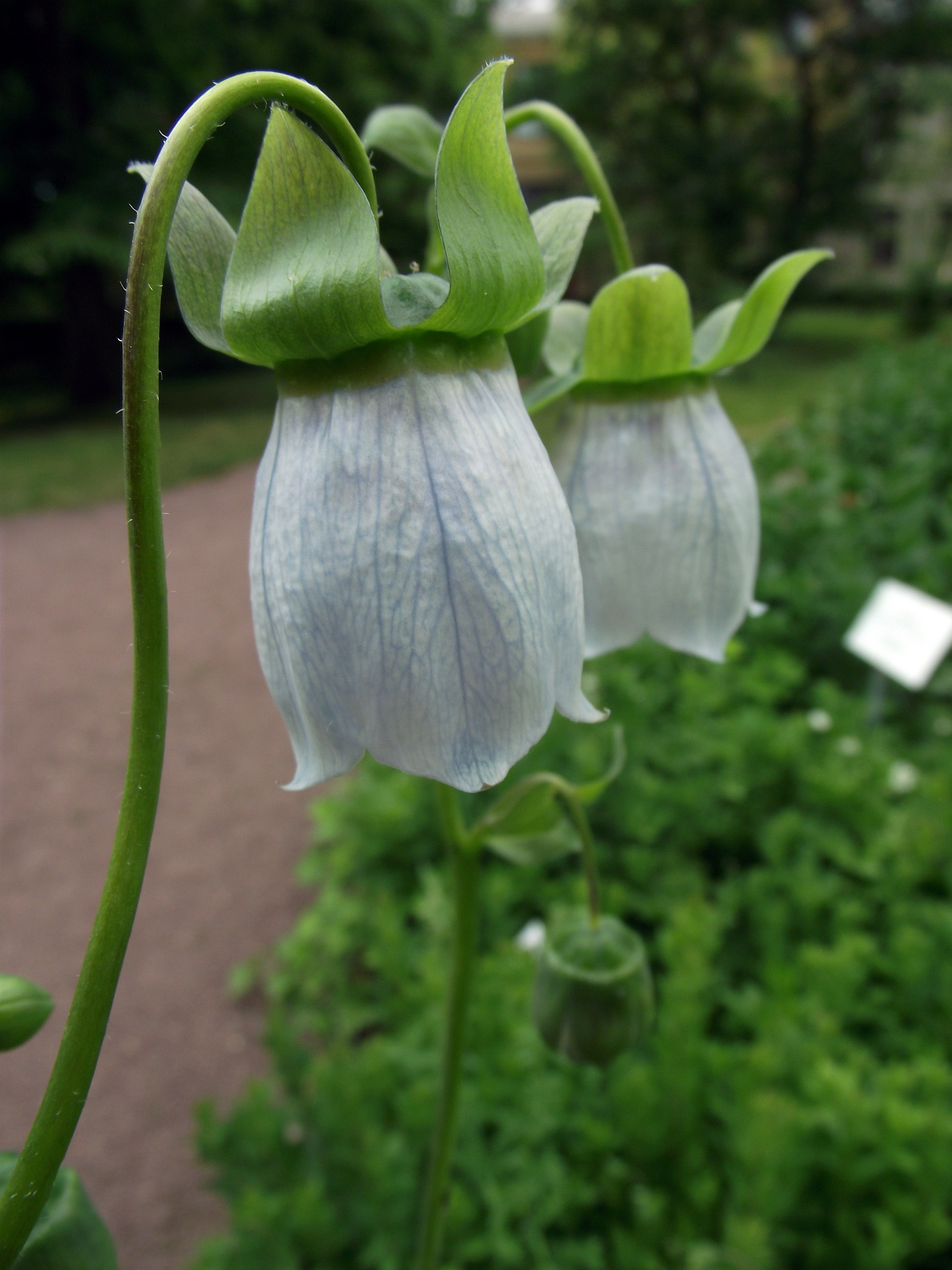
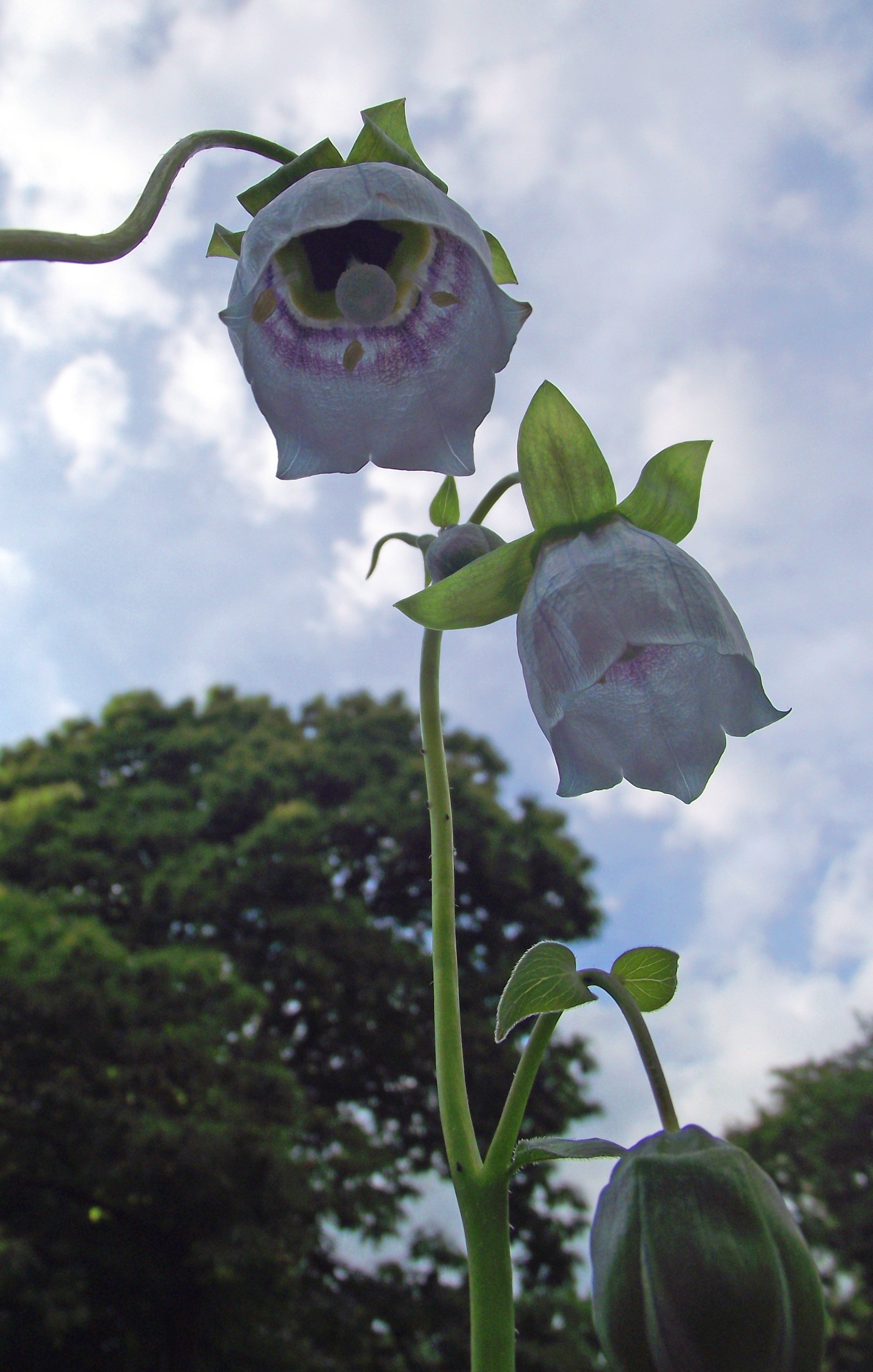